# Pinas
Pinas é uma comuna francesa na região administrativa de Occitânia, no departamento dos Altos Pirenéus. Estende-se por uma área de 5,93 km². Em 2010 a comuna tinha 454 habitantes (densidade: 76,6 hab./km²).